# Rincão dos Mendes
Rincão dos Mendes é um dos quatorze distritos rurais do município brasileiro de Santo Ângelo, no Rio Grande do Sul. Situa-se a leste da cidade.
Faz divisa com o perímetro urbano, o distrito de Rincão dos Meotti e o município de Entre-Ijuís. O distrito possui 477 habitantes, de acordo com o censo de 2010.